# Atélectasie
Une atélectasie (du grec atélês, incomplet, et ektasis, extension) définit l'affaissement (rétraction) d'alvéoles pulmonaires. L'atélectasie peut être causée par le blocage d'une bronche ou par l'entrée d'air dans la plèvre (ce qui se nomme un pneumothorax). Elle peut aussi être physiologique dans les jours suivant la naissance, avant le déplissement des alvéoles et l'élimination du liquide pulmonaire. Dans le premier cas, le blocage entraîne la disparition de l'air dans les alvéoles, causant leur affaissement (rétraction). Dans le deuxième cas, l'entrée d'air dans la plèvre (à la suite d'une blessure au thorax par exemple) entraîne le détachement du poumon de la cavité thoracique; une fois détaché, le poumon se rétracte par l'élasticité de ses tissus.
Les alvéoles affaissées sont dépourvues de leur ventilation tandis que leur perfusion sanguine persiste. Cela se caractérise par une inégalité du rapport ventilation-perfusion avec une contamination du sang artériel correctement oxygéné provenant de zones ventilées (PaO2 et CaO2 élevés, PaCO2 basse) par du sang non oxygéné provenant de zones sans aucune ventilation (PaO2 et CaO2 basses, PaCO2 élevée). Cette explication physiopathologique se traduit alors par un shunt. Leur déterminant principal est l'obstruction ou la compression bronchique. Les atélectasies accompagnent de multiples affections respiratoires, mais elles peuvent également survenir sur des poumons sains. Leurs causes déterminent l'étendue des territoires pulmonaires touchés par l'atélectasie, qui peut aller d'une zone limitée à un poumon complet. La traduction clinique de l'atélectasie est l'hypoxémie, dont la sévérité est corrélée au volume pulmonaire collabé.

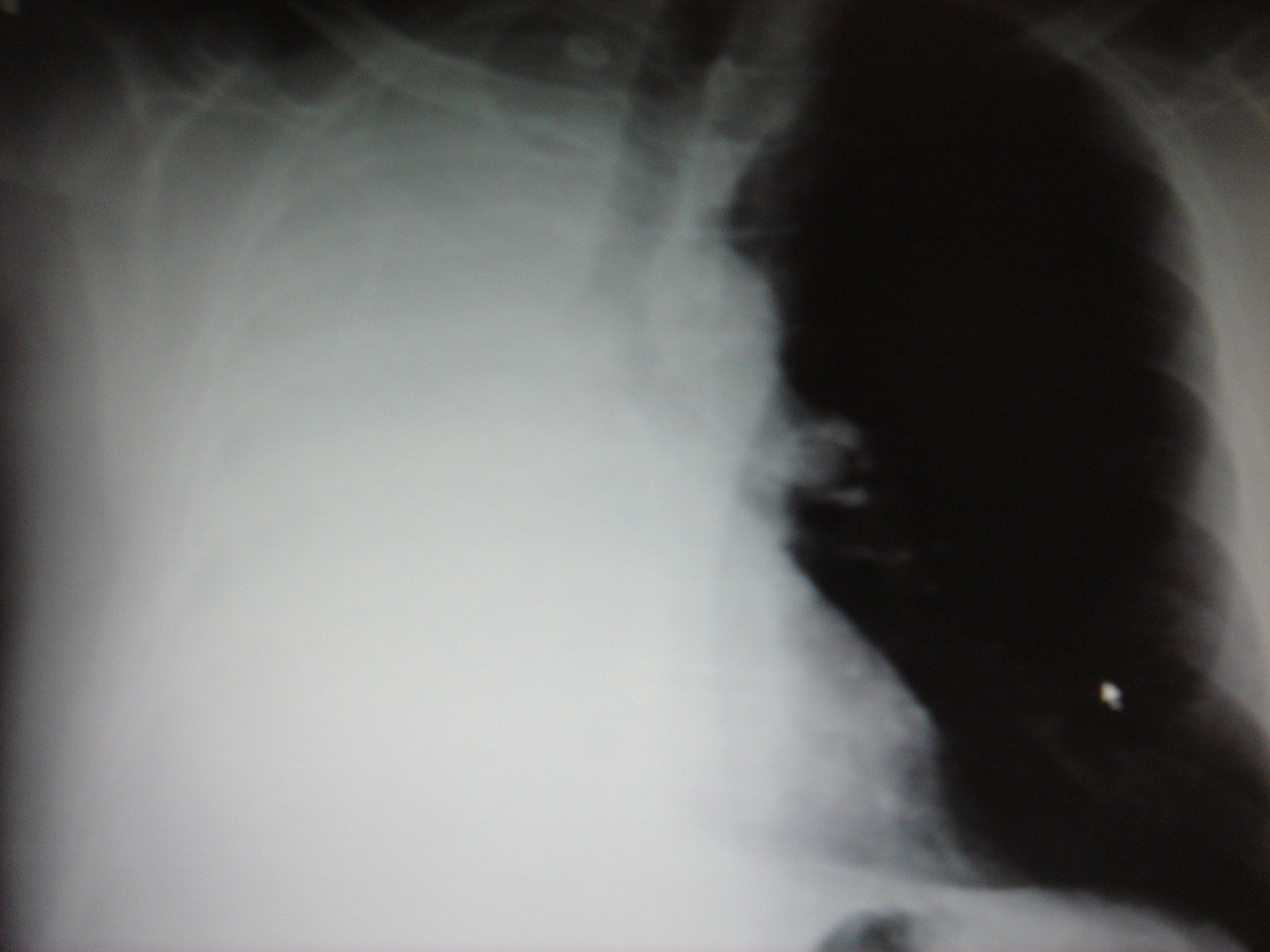
Cas d'atélectasie avec ici affaissement (à gauche) des alvéoles pulmonaires du poumon droit.

## Diagnostic
- Radiographie pulmonaire, tomodensimétrie axiale (aussi nommée CT-scan)
- Perte de compliance, oxygénation difficile

## Traitement
En l'absence d'une conduite à tenir basée sur un bon niveau de preuve, le choix des modalités thérapeutiques, après élimination de la cause sous-jacente, dominées par la kinésithérapie respiratoire et la fibroscopie bronchique dépend principalement de l'expérience et des opinions des équipes médicales. Deux études ont comparé la kinésithérapie et la fibroscopie, : de meilleurs résultats étaient obtenus à 24 h avec la kinésithérapie respiratoire mais de façon non significative.

### Kinésithérapie respiratoire
Les modalités de la kinésithérapie sont elles aussi variables selon les équipes médicales. Cependant, le positionnement du patient en décubitus latéral avec le poumon atélectasié en haut fait consensus. 
L'étude de Marini et al. 1979 y ajoutait des percussions tandis que celle de Fourrier et al. 1994 y ajoutait des vibrations mécaniques. Ces vibrations étaient administrées par un patin rond mis en contact avec la peau du patient en regard du poumon atélectasié dans le but de favoriser le décollement et donc le drainage des sécrétions. Une étude comparant les percussions aux vibrations chez des enfants ventilés retrouvait une amélioration radiologique plus importante chez les enfants traités par percussions et ce de façon significative.
En 2007, S. HERRY présente la Technique Insufflatoire de Levée d'Atélectasie (TILA) (Herry S. Technique Insufflatoire de Levée d’Atélectasie (TILA) en réanimation néonatale. Kinésithérapie, La Revue. 2007;7(65):30–34) . Utilisée en réanimation néonatale, cette technique permet un recrutement du territoire atélectasié en associant des pressions manuelles spécifiques et des insufflations mécaniques. Herry décrit une disparition des atélectasies en quelques minutes dans 93,15 % des cas traités par TILA.  
En 2015, L. CARNEVALLI PEREIRA et al. utilisent avec succès la TILA pour traiter un enfant de 4 ans atteint d'une atélectasie droite dans un contexte de pneumonie et d'affection pleurale (Carnevalli Pereira L. et al. Thoracic Block Technique Associated with Positive End-Expiratory Pressure in Reversing Atelectasis. Case Rep Pediatr. 2015; 2015: 490326). 

### Fibroscopie bronchique
Ce traitement consiste à introduire le fibroscope jusqu'à la zone atélectasiée pour pouvoir aspirer le "bouchon" responsable de l'atélectasie, constitué le plus souvent de sécrétions bronchiques.
Certains auteurs ont proposé de procéder à une insufflation à haute pression après avoir aspiré le bouchon dans le but de ré-expandre le poumon atélectasié,. Ce traitement est cependant limité par le risque de barotraumatisme et la disponibilité de la technique même si les études semblent montrer une meilleure efficacité comparé à la fibroscopie simple.

### Autres traitements
La pression expiratoire positive (PEP) chez un patient ventilé permet de maintenir les alvéoles ouvertes lors de l'expiration. La PEP (entre 5 et 15 cm d'eau) peut être utilisée comme seul traitement de l'atélectasie lorsque celle-ci n'est que partiellement liée à une obstruction bronchique.
Les aérosols de désoxyribonucléase pourraient avoir un intérêt dans le traitement de l'atélectasie ce qui reste à confirmer.

### Manœuvre de recrutement alvéolaire
On entend par recrutement ouvrir et garder ouvert un alvéole collapsé. Il est généralement reconnu que la pression expiratoire positive contribue à garder ouverts les alvéoles susceptibles de faire de l'atélectasie. La partie relativement nouvelle de l'approche du recrutement alvéolaire est l'utilisation de pressions élevées pour ouvrir les alvéoles collapsés. Les manœuvres suivantes peuvent s'effectuer chez un patient ventilé mécaniquement, le plus probablement de façon invasive et sous sédation étant donné l'inconfort relié à ces manœuvres.

#### Approche 40-40
Pression constante à 40 cmH2O maintenue pendant 40 secondes.

#### Approche progressive
Aussi appelée soupir étendu ou recrutement par paliers successifs
1. PEP à 12 cmH2O
2. Augmentation du niveau de pression contrôlée jusqu'à une augmentation importante de la compliance pulmonaire.
3. Diminution de la pression contrôlée jusqu'à un volume courant normal.
4. Diminution de la PEP jusqu'à ce qu'il y ait dérecrutement.
5. PEP ajustée à 2 cmH2O au-dessus de la pression ou il y a eu dérecrutement.
6. Application de la pression ayant provoqué un recrutement pendant quelques respirations (re-recrutement).
7. Ajustement de la pression contrôlée à un niveau normal.

### Mesures préventives
Chez les patients ventilés, certains paramètres respiratoires sont connus pour favoriser la survenue des atélectasies comme une FiO2 élevée, une PEP basse ou un débit inspiratoire faible. Les atélectasies liées à la ventilation mécanique sont probablement devenues moins fréquentes ces dernières années grâce à une meilleure gestion de ces réglages.
La prévention des atélectasies pourrait aussi passer par une amélioration du drainage des sécrétions bronchiques. La méta-analyse de Pasquina et al. 2006 ne permet pas de trancher puisque seules deux études sur neuf retrouvaient une réduction du nombre d'atélectasie lorsque de la kinésithérapie de drainage bronchique était effectuée.
Les aérosols de désoxyribonucléase pourraient aussi avoir leur place dans la prévention des atélectasies.